# Weston (Nebraska)
Weston és una població dels Estats Units a l'estat de Nebraska. Segons el cens del 2000 tenia 310 habitants.

## Demografia
Segons el cens del 2000, Weston tenia 310 habitants, 132 habitatges, i 81 famílies. La densitat de població era de 386,1 habitants per km².
Dels 132 habitatges en un 26,5% hi vivien nens de menys de 18 anys, en un 49,2% hi vivien parelles casades, en un 6,8% dones solteres, i en un 38,6% no eren unitats familiars. En el 33,3% dels habitatges hi vivien persones soles el 20,5% de les quals corresponia a persones de 65 anys o més que vivien soles. El nombre mitjà de persones vivint en cada habitatge era de 2,33 i el nombre mitjà de persones que vivien en cada família era de 2,99.
Per edats la població es repartia de la següent manera: un 26,1% tenia menys de 18 anys, un 6,1% entre 18 i 24, un 27,1% entre 25 i 44, un 21% de 45 a 60 i un 19,7% 65 anys o més.
L'edat mediana era de 40 anys. Per cada 100 dones de 18 o més anys hi havia 95,7 homes.
La renda mediana per habitatge era de 38.750 $ i la renda mediana per família de 44.583 $. Els homes tenien una renda mediana de 32.500 $ mentre que les dones 19.531 $. La renda per capita de la població era de 17.076 $. Aproximadament el 5,1% de les famílies i el 8,8% de la població estaven per davall del llindar de pobresa.

## Poblacions més properes
El següent diagrama mostra les poblacions més properes.